# Josia gephyra
Josia gephyra är en fjärilsart som beskrevs av Erich Martin Hering 1925. Josia gephyra ingår i släktet Josia och familjen tandspinnare. Inga underarter finns listade i Catalogue of Life.